# Daniel Caro Borda
Daniel Caro Borda (ur. 22 grudnia 1939 w Bogocie) – kolumbijski duchowny katolicki, biskup diecezji Soacha w latach 2003-2016.

## Życiorys
święcenia kapłańskie przyjął 15 sierpnia 1963 i został inkardynowany do diecezji Zipaquirá. Był m.in. profesorem (1983-1998) i rektorem miejscowego seminarium duchownego (1998-2000).

### Episkopat
21 lipca 2000 został mianowany przez papieża Jana Pawła II biskupem pomocniczym archidiecezji Bogota ze stolicą tytularną Rusibisir. Sakry biskupiej udzielił 9 września tegoż roku ówczesny metropolita Bogoty, abp Pedro Rubiano Sáenz.
6 sierpnia 2003 został prekonizowany pierwszym biskupem nowo powstałej diecezji Soacha. Rządy w diecezji objął 14 września tegoż roku.
29 czerwca 2016 przeszedł na emeryturę.